# チャールズ・カウマン
チャールズ・E・カウマン（Charles Elmer Cowman、1864年 - 1924年9月24日）はアメリカ人の宣教師。妻の、レテー・B・カウマン、友人のアーネスト・A・キルボン、中田重治らと共に、ホーリネス教会を建て上げた。

## 生涯
1867年3月13日、イリノイ州トウロンの近くの農場で、父ディビッドと母メリーの間に生まれた。1880年妹リリアンの死をきっかけに回心する。1882年、電信技士の事務員と親しくなり、上級学校をやめて、電信技士になる。
1884年に鉄道派遣員の地位を得た。1885年シカゴの鉄道事務所に重要な地位につく。1889年6月8日レテーと結婚して、最初の過程をロッキー山脈の中腹に設けた。しかし、妻のレテーが健康を害して命の危険にさらされたが、熱心に祈り回復した。その後、夫妻はシカゴに転居して、チャールズは10年間伝電信事務所に勤めた。シカゴで、グランド・オペラを愛好して、1891年までは社交界に身を投じていた。1893年クリスマス前に二人は、教会の子供の集会に誘われた。オペラ歌手から回心した講師の二人の歌を聴いたレテーは神に献身することを誓った。夫のチャールスも誘ったが、電信事務所の生活でクリスチャンを続けることは不可能だと言った。しかし、妻の祈りの結果1か月後に回心した。
回心後、レテーはグレース・メソジスト・エピスコパル教会の会員になった。教会のリバイバル集会にチャールズはレテーに誘われたが、チャールズは拒否した。その時、チャールズは妻を失ったような孤独感を覚えた。アパートに帰り、椅子にひざまずき、神に告白して回心した。
回心後チャールスは魂の責任を感じ始めて、個人伝道を始めた。そして、仕事が終わってから熱心に聖書を研究するようになった。6か月の間に75人を信仰に導いた。その時にアーネスト・キルボルンを救いに導いた。電信のキーを叩いて、遠方の伝道技師にも伝道をした。それが、電信技手宣教団になり、やがて東洋宣教の基礎となった。
回心の数か月後には、牧師と間違えられて小地獄と呼ばれた場所で公の説教をするようになり、多くの人を回心に導いた。
1897年、ムーディ聖書学院に留学中の中田重治に出会う。その後、中田の伝道のために援助をする。1900年8月11日、日本の宣教師になるように召命されたという確信を持つ。妻も、その六週間前に同様の確信を持った。
1901年2月21日、妻と来日して、中田重治と共に、中央福音伝道館を設立する。1905年、中田重治と共に「東洋宣教会」を設立した。キルボンと共にアメリカとの交渉と会計を受け持った。1908年、東洋宣教会が役員制度を設けて、カウマンは会計の責任を持った。1911年、聖教団事件で中田と決裂するが、すぐに和解する。1912年、キルボンと共に、京城に聖書学院を設立する。
1917年、健康を害してアメリカに帰国、OMSの本部をロサンゼルスに移す。1924年9月24日　心臓疾患のため休養していたロサンゼルスの自宅で死去。